# Lasse Berghagen
Lars Nils ("Lasse") Berghagen (født 13. maj 1945 i Enskede, Stockholm, død 19. oktober 2023) var en kendt svensk sanger og sangskriver. Han var gift med Lill-Babs 1965–68 og blev far til Malin Berghagen.
Berghagens første plade blev udgivet i 1965. Han deltog i Melodifestivalen 1974 med sangen Min kärlekssång till dig og kom på andenpladsen. I Melodifestivalen 1975 vandt han med sangen Jennie, Jennie.
Berghagen ledede TV-programmet Allsång på Skansen 1994–2003 og fornyede programmet så at det blev mere populært end nogensinde.

## Diskografi (udvalg)[6]

### Sange
- Stockholm i mitt hjärta
- En kväll i juni
- Sträck ut din hand
- Teddybjörnen Fredriksson
- Ding Dong
- Farväl till sommaren
- Till Stockholms skärgård
- Håll igång i skogen

### Album
- 1969 – Lars Berghagen
- 1972 – Min värld i toner
- 1976 – Jag ville bli någon
- 1977 – Tacka vet jag logdans
- 1978 – Det är jul
- 1980 – Tillsammans igen
- 1983 – Dagboksblad
- 1988 – Nära till naturen
- 1991 – På begäran
- 1995 – Sträck ut din hand
- 1997 – Inte bara drömmar
- 1999 – Till sommaren och dig
- 2001 – Det bästa med Lasse Berghagen (4-disk box)
- 2002 – Stockholm, mina drömmars stad
- 2003 – Lasses favoriter från "Allsång på Skansen" (3-disk box)
- 2004 – Lars Berghagen 20 klassiker
- 2004 – Jul i vårt hus
- 2009 – Lasse Berghagen och Sveriges Radios Symfoniorkester
- 2011 – Bara lite längtan